# Municipalité de Moloacán
La municipalité de Moloacán est l'une des 212 municipalités de l'État de Veracruz, et est située à l'extrémité sud-est de cet État, sur le golfe du Mexique. Son chef-lieu est la ville de Moloacán. Localisée dans la vallée du fleuve Coatzacoalcos, en rive droite, est située à proximité de la limite avec l'État de Tabasco à l'est. Elle appartient géographiquement à l'isthme de Tehuantepec, chemin le plus court au Mexique pour rallier par terre l'Océan Atlantique à l'Océan Pacifique. Elle fait également partie de la Région Olmeca, qui est l'une des subdivisions administratives de l'État de Veracruz.

## Toponymie
Son nom provient de la langue nahuatl, dont la racine "moloa" désigne quelque chose de mouvant, "alt" désigne l'eau, et "kan" une eau mouvante.

## Géographie
La municipalité de Moloacán occupe la partie nord-est du bassin versant du fleuve Coatzacoalcos et est arrosée par trois de ses affluents, le Coanochapa, le Gavilán et le Seco. Cette municipalité, qui s'étend sur 249,8 km2, comptait, en 2010, 16 120 habitants, pour une densité de 70,1 habitants par km2. Son chef-lieu est la ville éponyme de Moloacán. Elle est limitrophe au nord des municipalités de Coatzacoalcos et de Agua Dulce, à l'est de celle de Las Choapas, au sud de celle de Minatitlán et à l'ouest de celle de Ixhuatlán del Sureste.
Elle est établie au sein d'une vaste plaine côtière, drainée par le Río Coatzacoalcos et ses affluents, et délimitée bien plus au sud par les massifs montagneux de la sierra Madre de Oaxaca et de la sierra Madre de Chiapas. Le fleuve Coatzacoalcos, situé plus à l'ouest, constitue la porte d'entrée nord de l'isthme de Tehuantepec. Les cours d'eau Coanochapa, Gavilán et Seco rejoignent le fleuve Coatzacoalcos en amont de la ville de même nom. Plus au sud s'écoule le Río Uxpanapa, important affluent du Río Coatzacoalcos, et dont la confluence se situe à l'ouest.

## Composition et démographie
En 2015, la municipalité est composée de 181 localités, dont seulement 2 sont considérées comme urbaines, les autres étant rurales.
| Localité            | Population |
| ------------------- | ---------- |
| Villa Cuichapa      | 7697       |
| Moloacán            | 1938       |
| Tlacuilolapan       | 1217       |
| Nuevo Teapa         | 970        |
| Acalapa Dos         | 500        |
| Reste des localités | 3798       |
| Total population    | 16 120     |

En plus de l'espagnol, plusieurs langues amérindiennes sont parlées dans la municipalité, dont les principales sont par ordre d'importance : le nahuatl et le zapotèque.

## Histoire
La ville chef-lieu de Moloacán est attestée en 1746 sous le nom de Santiago Moloacán, au sein d'une région peuplée de popoluca. Le nom de Santiago correspond au vocable de son église paroissiale, dédiée à Santiago Apóstol, c'est-à-dire Saint-Jacques.
La municipalité de Moloacán est créée en 1831 ; elle prend brièvement en 1943 le nom de Cuichapa, avant de retrouver son nom d'origine l'année suivante.

## Économie

### Agriculture et élevage
La superficie des parcelles semées représentait en 2016 un total de 1387 hectares, parmi lesquels 1107 hectares de maïs, 124 hectares d'oranges et 85 hectares d'hévéas.
En 2016 également, la production de viande comprenait 1396, 7 tonnes de viande bovine, 258 tonnes de viande porcine, 55,7 tonnes de viande ovine, 285,7 tonnes de volailles et 17,4 tonnes de dinde. La superficie consacrée à l'élevage représentait 9 225 hectares.